# Lonicera involucrata
Lonicera involucrata là một loài thực vật có hoa trong họ Kim ngân. Loài này được (Richardson) Banks ex Spreng. mô tả khoa học đầu tiên năm 1825.

## Hình ảnh

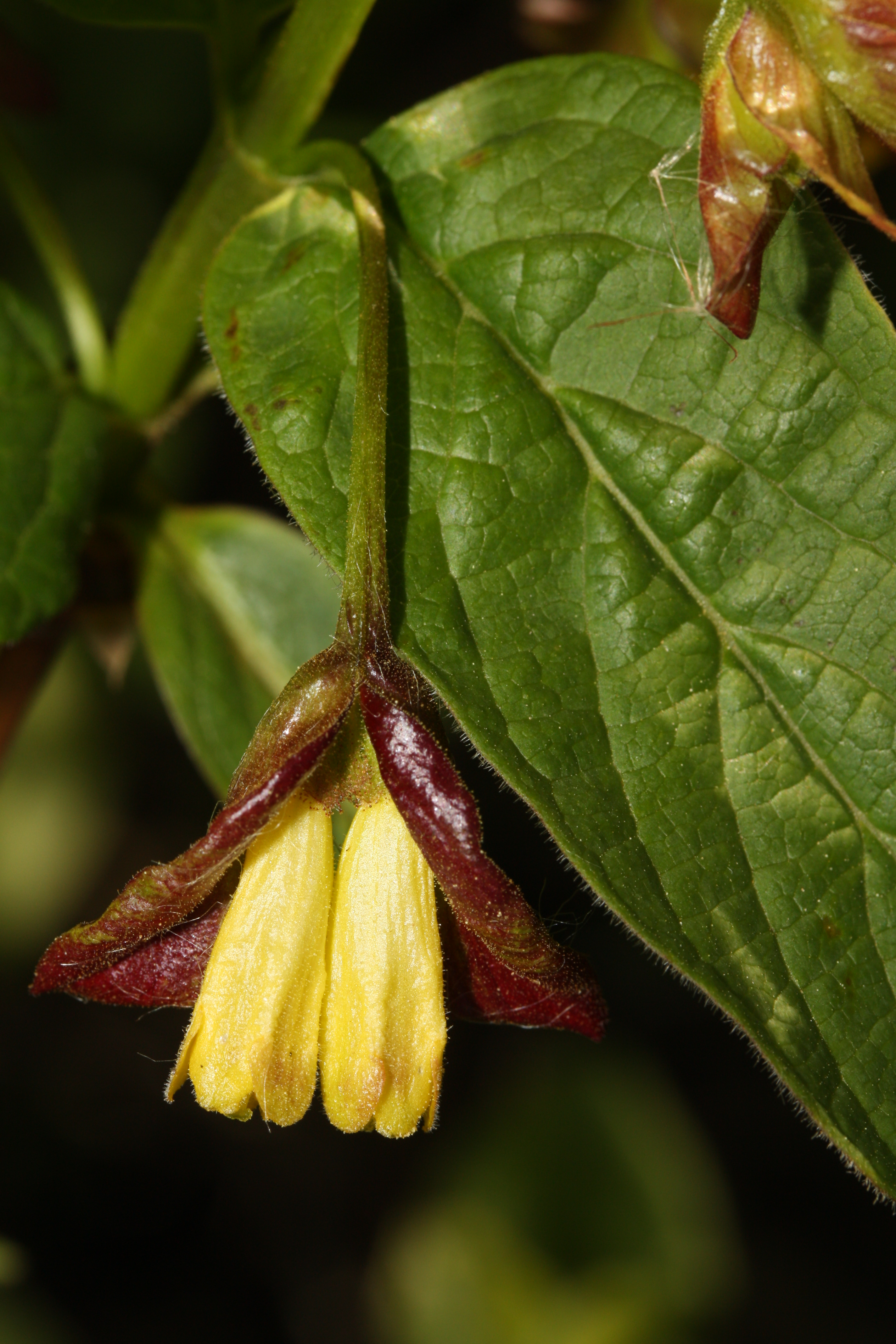
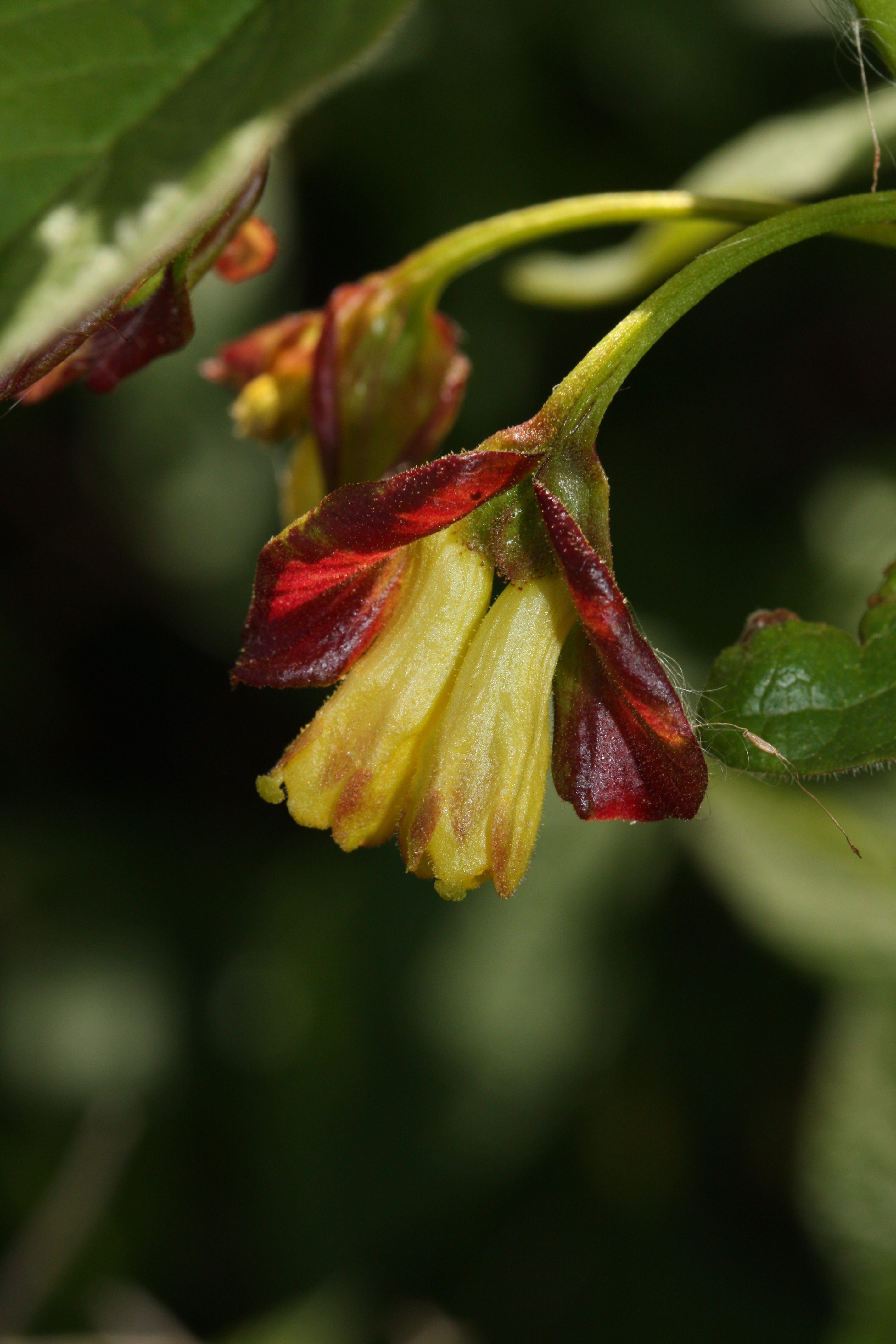
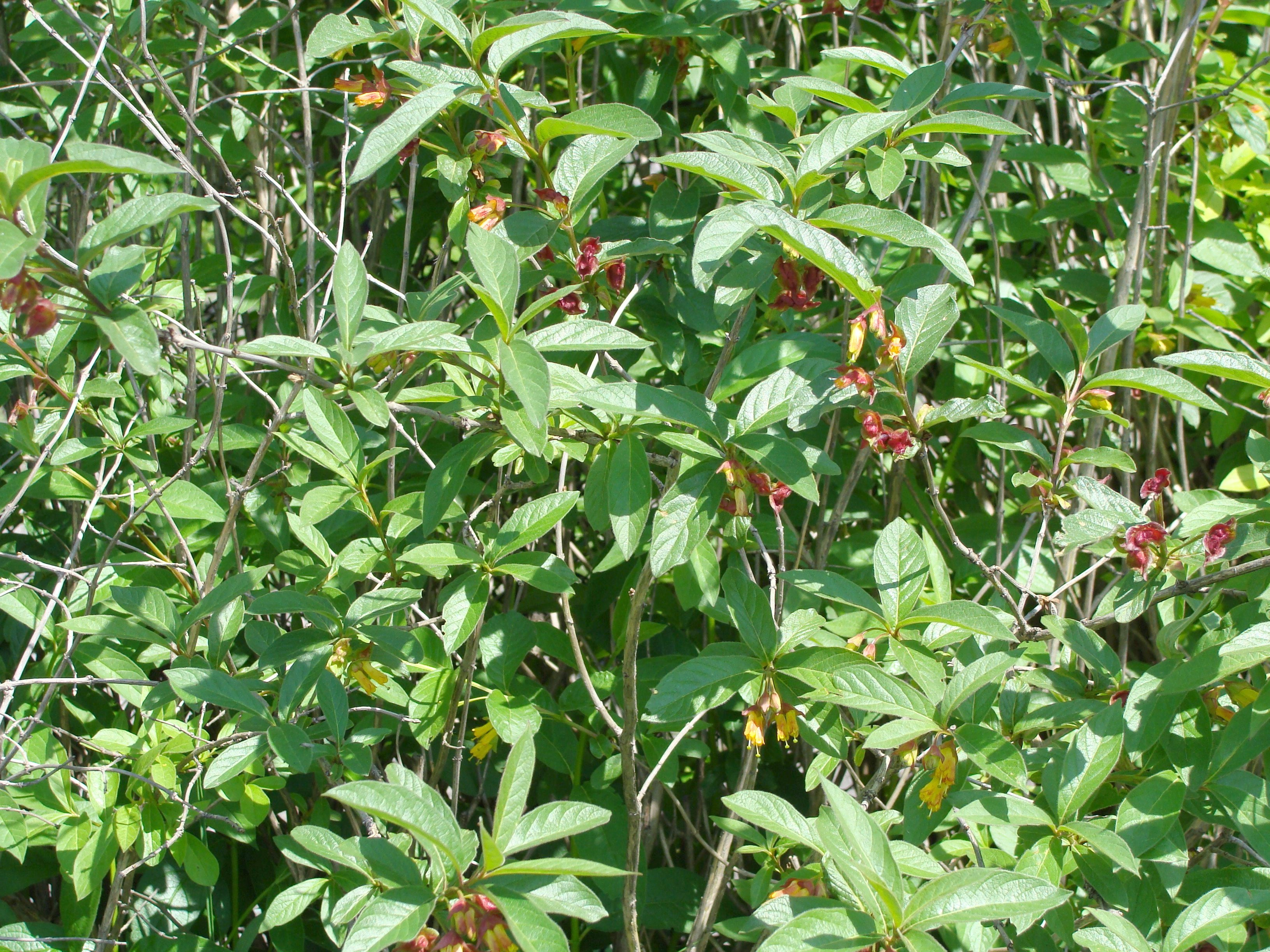
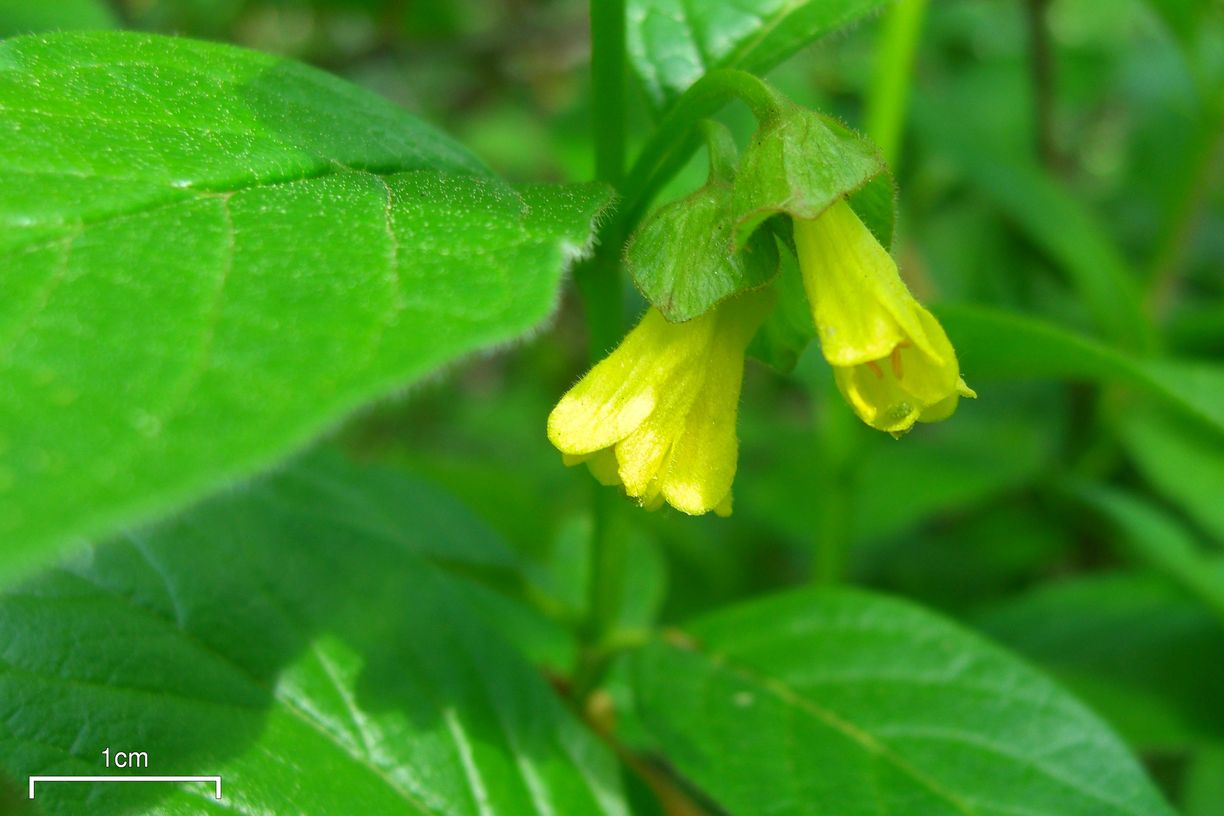